# 訴諸仇恨
訴諸仇恨（英語：appeal to spite, appeal to hatred；拉丁語：argumentum ad odium）是一種訴諸情感謬誤，係透過挑起與某事相關的仇恨與反感，驅使人們不支持某事。

## 示例
例一
別再做資源回收了！你不是對那些整天宣傳回收救地球的好萊塢明星備感厭煩嗎？
例二
甲：小茜的表演很出色，我想投票支持她。
乙：別忘了，你去年表演時，她可沒把票投給你。
例三
你不是很討厭某網路名人？你怎麼和那個名人支持一樣的政治家？
例六
你不是支持罷免市長，還很討厭他的支持者，認為這些人都還活在威權時代？但你怎麼支持他的某項政見？
例七
你不是認為前總統是威權時代的象徵、是特務機關的領導，還曾利用黑道除掉持不同政見者？但你怎麼還感激他為國家做出的某些建設？

## 外部連結
- （英文）Logical Fallacy: Emotional Appeal（页面存档备份，存于）